# Тиреотропин-освобождаващ хормон
Тиреотропин-освобождаващ хормон, наричан още тиреолиберин, е трипептиден хормон, който се отделя от хипоталамуса и контролира секрецията на тиреотропния хормон от предния дял на хипофизата като стимулира секрецията му. По структура е невропептид.
1. ↑  protirelin //  PubChem.   Посетен на 3 октомври 2016 г. (на английски)